# María Semiónova
María Vasílievna Semiónova (en ruso: Мария Васильевна Семёнова) (nacida el 1 de noviembre de 1958 en Leningrado, la URSS) es una escritora y traductora rusa moderna. 

## Biografía
Nació en una familia de científicos. En 1976-1982 estudió en el Instituto de construcción de aparatos de precisión aeronáuticos. Es ingeniera, especialista en ordenadores. En 1982-1992 trabajó en un instituto de investigación cientìfica. 
En su adolescencia se entusiasmó con la historia de los vikingos y de la Rusia Antigua y Rus de Kiev. 
En 1989 publicó su primer libro y en 1992 comenzó trabajar en la editorial “Sévero-Západ” como traductora. Tradujo libros de literatura fantástica occidental y, porque pocos le gustaban a ella, decidió a probarse en el género. Dio principio al subgénero llamado literatura fantástica eslava, aportando fidelidad de detalles etnográficos a su mundo mitológico - cuasieslavo, cuasicéltico y cuasigermánico. 
María Semiónova es la autora del ciclo popular “Wolfhound” (“Perro lobo”), de algunas novelas históricas y obras policíacas, y de enciclopedia popular etnográfica eslava. 
La novela “Perro lobo” catapultó a la fama a María Semiónova. “Wolfhound” fue adaptada al cine en 2006 (serial “Wolfhound joven”) y 2007 (Wolfhound from the Tribe of Grey Dogs o Wolfhound, El Guerrero). Las dos películas no son plenamente fieles a las novelas, sino que son adaptaciones que retoman los motivos literarios. A María Semiónova no le gustaron, pero elogió a Aleksandr Bukharov, quien interpretó el papel principal. 
Ella también se entusiasma por la náutica (construyó un drakkar y lo navegó en el Golfo de Finlandia), los ordenadores y el Aikidō.

## Obras

### Novelas
- Ведун, Vedun (1985, Curandero). Novela corta - Ficción histórica, ambientada en la época de los vikingos de Escandinavia
- Орлиная круча, Orlinaâ kruča) (1989, La escarpa de águilas). Novela corta - Ficción histórica, ambientada en la época de los vikingos de Escandinavia
- Pelko and Wolves (Пелко и волки, Pelko i volki) (1992, Pelco y lobos) - Ficción histórica, ambientada en la Rusia medieval

- Serie Perro lobo (Wolfhound): - Fantasía
  1. Wolfhound (Волкодав, Volkodav) (1995, Perro lobo, o El Guerrero)
  2. Wolfhound: The Right for a Fight (Волкодав. Право на поединок, Volkodav. Pravo na poedinok) (1996, Perro lobo. Derecho al duelo)
  3. Wolfhound: Stone of Rage (Волкодав. Истовик-камень, Volkodav. Istovik-kamenʹ) (2000, Perro lobo. Piedra de veras)
  4. Wolfhound: Sign of the Way (Волкодав. Знамение пути, Volkodav. Znamenie puti) (2003, Perro lobo. Presagio del camino)
  5. Wolfhound: Emerald Mountains (Волкодав. Самоцветные горы, Volkodav. Samocvetnye gory) (2003, Perro lobo. Montes de piedras preciosas)

- The Nine Worlds (Девять миров, Devâtʹ mirov) (1996, Nueve mundos) - Fantasía
- Two Tempests (Две грозы, Dve grozy) (1996) - Fantasía
- Valkyrie: The One I Always Wait For (Валькирия: Тот, кого я всегда жду, Valʹkiriâ: Tot, kogo â vsegda ždu) (1996, Valquiria) - Ficción histórica, ambientada en la época de los vikingos de Escandinavia
- A Duel with Dragon (Поединок со Змеем, Poedinok so Zmeem) (1996, Duelo con la serpiente) - Ficción histórica, ambientada en la época de los vikingos de Escandinavia
- Swans' Road (Лебединая дорога, Lebedinaâ doroga) (1996, Camino de cisnes) - Ficción histórica, ambientada en la época de los vikingos de Escandinavia y en la Rusia medieval

- Serie Skunk: - Detectives
  1. The Same Men and Skunk (Те же и Скунс, Te že i Skuns) (1997, Los mismos y El Mofeta, con Ye. Milkova, V. Voskoboinikov)
  2. The Same Men and Skunk 2 (Те же и Скунс — 2, Te že i Skuns - 2) (1999, Los mismos y El Mofeta – 2, con V. Voskoboinikov, F. Razumovski)
  3. Order (Заказ, Zakaz) (1999, Encargo, con K. Kulchitski)

- Sword of the Dead (Знак Сокола, Znak Sokola, AKA Меч мёртвых, Meč mërtvyh) (1998, El signo de halcón, AKA La espada de los muertos, con Andrey Konstantinov) - Ficción histórica, ambientada en la Rusia medieval

- Преступление без срока давности, Prestuplenie bez sroka davnosti (1999, Crimen sin plazo de prescripción, con F. Razumovski) - Detectives
- Вкус крови, Vkus krovi (1999, El sabor de sangre, con Ye. Milkova) - Detectives
- Магия успеха, Magiâ uspeha (2000, La magia de éxito, con F. Razumovski) - Detectives
- Дядя Леша, Dâdâ Leša (2000, Tío Liosha, con Ye. Milkova) - Detectives
- Окольцованные злом, Okolʹcovannye zlom (2000, Anillados por el mal, con F. Razumovski) - Detectives

- Serie Kudeyar (con Felix Razumovsky): - Detectives
  1. Kudeyar: The Crimson Flower (Кудеяр. Аленький цветочек, Kudeâr. Alenʹkij cvetoček) (2001, Kudeiár. La flor escarlata)
  2. Kudeyar: The Tower of Babel (Кудеяр. Вавилонская башня, Kudeâr. Vavilonskaâ bašnâ) (2006, Kudeiár. La Torre de Babel)

- Привычка жить, Privyčka žitʹ (2005, Un hábito de vivir) - sci-fi

- Serie Dark Grey Wolf (con Dmitry Tedeyev): - Fantasía
  1. Where Forest Doesn't Grow (Там, где лес не растет, Tam, gde les ne rastet) (2007, Allí, donde el bosque no crece)
  2. Dark Grey Wolf (Бусый Волк, Busyj volk) (2007, Lobo gris)
  3. Dark Grey Wolf: Birch Bark Book (Бусый волк. Берестяная книга, Busyj volk. Berestânaâ kniga) (2009, Lobo gris. Libro de corteza de abedul)

- Serie Mistake-2012 (con Felix Razumovsky): - Detectives
  1. Game For No Sake (Игра нипочем, Igra nipočem) (2008, Error 2012. El juego por nada)
  2. Joker (Джокер, Džoker) (2009, Error 2012. El joker)
  3. New Game (Новая игра, Novaâ igra) (2010)
  4. Rough Miser (Мизер вчерную, Mizer včernuû) (2011)

### Colecciones de relatos
- Swans Fly Away (Лебеди улетают, Lebedi uletaût) (1989, Los cisnes se alejan volando) - Ficción histórica, ambientada en la época de los vikingos de Escandinavia
- With Vikings for Svalbard (С викингами на Свальбард, S vikingami na Svalʹbard) (1996, Con los vikingos a Svalbard) - Ficción histórica, ambientada en la época de los vikingos de Escandinavia
- A Lame Smith (Хромой кузнец, Hromoj kuznec) (2001, El herrero cojo) - Ficción histórica, ambientada en la época de los vikingos de Escandinavia
- Новые легенды, Novye legendy (2004, Leyendas nuevas, con V. Rybakov) - Fantasía

### Relatos
Relatos no publicados en colecciones.
- "Два короля", "Dva korolâ" (1996, "Dos reyes") - Ficción histórica, ambientada en la época de los vikingos de Escandinavia
- "Сольвейг и мы все", "Solʹvejg i my vse" (1999, "Solveig y nosotros") - Ficción histórica, ambientada en la época de los vikingos de Escandinavia

### Poemas
- Кубик из красной пластмассы, Kubik iz krasnoj plastmassy (2008, Rompecabeza del plástico rojo). Colección

### No ficción
- We, Slavs! (Мы, славяне!, My, slavâne!) (1997, ¡Nosotros somos eslavos!) - enciclopedia popular etnográfica eslava

## Premios
- 1989 - (Los cisnes se alejan volando) El mejor libro juvenil del año
- 1996 - (Wolfhound, o Perro lobo, o El Guerrero) Premio Aleksandr Beliáyev, novela fantástica
- 2005 – Premio Aelita
- 2007 - (Allí, donde el bosque no crece) Premio El mundo fantástico, la mejor novela fantástica rusa del año
- 2008 – Premio RosCon, mejor autor de literatura fantástica del año

## Adaptaciones cinematográficas
- Wolfhound, El Guerrero
- Wolfhound, la peli, sitio oficial (en, ru, de) Archivado el 17 de junio de 2012 en Wayback Machine.
- , ,  Artículos sobre la peli
- Wolfhound joven